# Bretagne (lớp thiết giáp hạm)
Lớp thiết giáp hạm Bretagne là một lớp bao gồm ba chiếc thiết giáp hạm thế hệ Dreadnought được chế tạo cho Hải quân Pháp trong Chiến tranh Thế giới thứ nhất; một chiếc thứ tư được Hải quân Hy Lạp đặt hàng, cho dù công việc chế tạo bị dừng lại do chiến tranh nổ ra. Ba chiếc hoàn tất, được đặt tên theo những tỉnh của Pháp, đã phục vụ trong cả Chiến tranh Thế giới thứ hai, nhưng chỉ có Lorraine còn sống sót sau chiến tranh, và bị tháo dỡ năm 1954.

## Thiết kế

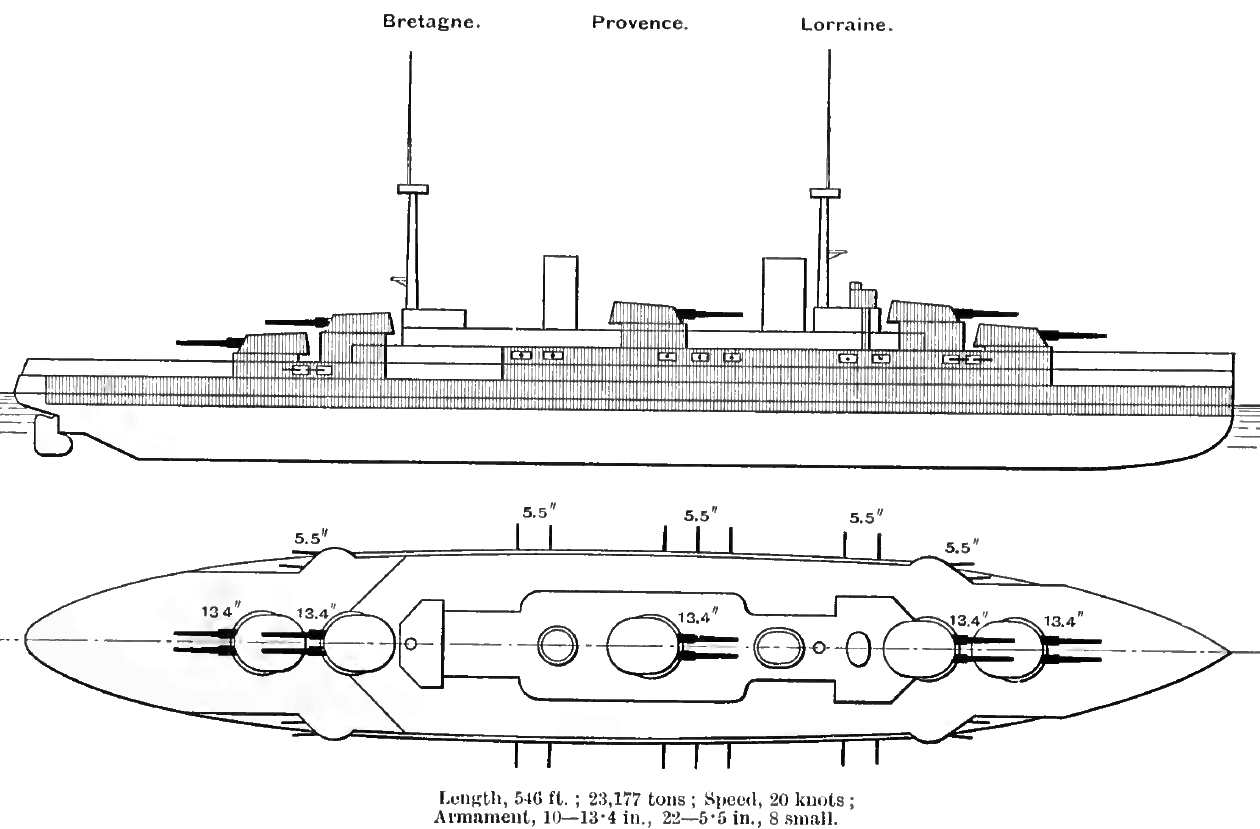
Lớp Bretagne như được mô tả trong Niên giám Hải quân Brassey 1915

Những con tàu này là một phần của Chương trình Chế tạo Hải quân 1912, để thay thế cho các thiết giáp hạm Carnot, Charles Martel và Liberté. Chúng có kích thước lườn tàu tương đương với lớp Courbet nhưng được trang bị vũ khí mạnh hơn, gồm mười khẩu pháo 340 mm mới bố trí trên những tháp pháo đôi: hai phía trước và hai phía sau trên trục giữa bắn thượng tầng, và một tháp pháo giữa tàu có thể bắn qua cả hai phía mạn tàu.
Dàn pháo chính là kiểu hải pháo 340 mm/45 Modèle 1912, mỗi khẩu nặng 67 tấn và có tốc độ bắn hai phát mỗi phút. Chúng được cung cấp nhiều loại đạn pháo miểng (HE: High-Explosive) và đạn pháo bán xuyên thép (SAP: Semi-Armour Piercing) khác nhau, bao gồm:
- M1912 APC: dài 1,258 m, nặng 555 kg, liều thuốc phóng BM16 153,3 kg, lưu tốc đầu đạn 794 m/s.
- M1924 APC: dài 1,496 m, nặng 475 kg.
- M1926 HE: dài 1,054 m, nặng 382 kg, liều thuốc phóng BM15 140 kg.
- M1932 HE: liều thuốc phóng SD19G 177 kg, lưu tốc đầu đạn 920 m/s.

Những khẩu pháo này nặng hơn 20% so với kiểu trước đó, và đạn pháo cũng nặng hơn 30% so với đạn pháo 305 mm Modèle 1910. Lưu tốc đầu đạn hơi kém hơn, nhưng mặc dù như vậy kiểu vũ khí này là một bước tiến lớn về hỏa lực. Tuổi thọ của nòng pháo vào khoảng 250 phát, và nó mang theo 100 quả đạn cho mỗi khẩu pháo. Tháp pháo có góc nâng tối đa 23°, bắn đạn pháo M1924 xa 26.600 m. Nếu góc nâng thực của chúng là 18° (trước khi được nâng cấp) tầm bắn xa là khoảng 21 km; và ở góc nâng này đạn pháo M1912 có thể đạt 18 km. Tầm bắn xa hơn không mấy quan trọng so với sức công phá của mỗi quả đạn pháo.
Dàn pháo hạng hai bao gồm 22 khẩu hải pháo 138 mm Modèle 1910 mạnh mẽ, có khả năng bắn đầu đạn pháo 40 kg xa đến 16 km, thậm chí tốt hơn cả pháo 152 mm thời Thế Chiến I với đạn pháo 45 kg bắn xa 12 km là tiêu chuẩn. Tuy nhiên, khuyết điểm chính của chúng là các tháp pháo ụ bố trí thấp có xu hướng ngập nước, đặc biệt là khi biển động.
Thoạt tiên được vận hành bằng động cơ turbine đốt than, chúng được bổ sung bằng những nồi hơi đốt dầu sau đó. Hải pháo cỡ 340 mm của Pháp được xem là một vũ khí xuất sắc, nhưng sự bảo vệ chung của con tàu còn thiếu sót. Chúng được xem là so sánh được với những thiết giáp hạm lớp Iron Duke đương thời của Anh Quốc.
Hải quân Hy Lạp đã đặt hàng một thiết giáp hạm đặt tên là Basileus Konstantinos với thiết kế tương tự tại Xưởng AC de St Nazaire Penhoet. Công việc chế tạo được bắt đầu từ tháng 6 năm 1914 nhưng bị ngừng lại vào tháng 8 do chiến tranh nổ ra và không bao giờ được tiếp tục. Sự tranh chấp về hợp đồng được dàn xếp vào năm 1925.

## Lịch sử hoạt động
Cả ba chiếc của Hải quân Pháp được đặt lườn vào năm 1912 và hoàn tất vào những năm 1915-1916. Chúng đều phục vụ tại Địa Trung Hải trong cả hai cuộc thế chiến. Bretagne bị Hải quân Hoàng gia Anh đánh chìm trong vụ Tiêu diệt Hạm đội Pháp tại Mers-el-Kebir năm 1940, trong khi Provence chỉ bị hư hại nhưng lại mất trong vụ Đánh đắm Hạm đội Pháp tại Toulon năm 1942. Lorraine đặt căn cứ tại Alexandria vào năm 1940 và bị Anh chiếm trước khi gia nhập Hải quân Pháp Tự do; nó tham gia hoạt động trong các chiến dịch tại miền Nam nước Pháp, đã sống sót qua cuộc chiến tranh và bị tháo dỡ vào năm 1954.

## Những chiếc trong lớp
| Tàu                            | Đặt lườn           | Hạ thủy             | Hoạt động        | Số phận                                                                                          |
| Bretagne                       | 1 tháng 7 năm 1912 | 21 tháng 4 năm 1913 | tháng 9 năm 1915 | Bị tàu chiến Anh đánh chìm trong vụ Tiêu diệt Hạm đội Pháp tại Mers-el-Kebir, 3 tháng 7 năm 1940 |
| Provence                       | 1 tháng 8 năm 1912 | 30 tháng 9 năm 1913 | tháng 7 năm 1916 | Bị đánh chìm trong vụ Đánh đắm Hạm đội Pháp tại Toulon 27 tháng 11 năm 1942                      |
| Lorraine                       | 1 tháng 5 năm 1912 | 20 tháng 4 năm 1913 | tháng 6 năm 1915 | Bị tháo dỡ 1954                                                                                  |
| Basileus Konstantinos (Hy Lạp) | tháng 6 năm 1914   |                     |                  | Bị hủy bỏ tháng 6 năm 1914                                                                       |